# Eosentomon topochi
Eosentomon topochi är en urinsektsart som beskrevs av Imadaté 1964. Eosentomon topochi ingår i släktet Eosentomon och familjen trakétrevfotingar. Inga underarter finns listade i Catalogue of Life.